# Facundo Garcés
Facundo Tomás Garcés (nascut el 5 de setembre de 1999) és un futbolista professional que juga com a central al Deportivo Alavés de la Lliga. Nascut a l'Argentina, juga amb la selecció de Malàisia.

## Carrera de club

### Colón
Garcés va jugar al Club El Quillá a nivell juvenil. Va ser convocat per primera vegada a l'equip sènior del Colón el maig de 2017 per a un partit de Primera Divisió argentina en que quedà com a suplent no utilitzat. Garcés aviat va tornar al filial, abans de tornar a la banqueta sènior a l'abril i al maig de 2019, tot i que tampoc va jugar contra el Club de Gimnasia y Esgrima La Plata ni, a la Copa Sudamericana, contra el River Plate. Va estar inactiu set vegades més, abans de debutar tardanament, com a titular, en una victòria de la Copa de la Lliga Professional contra el Central Córdoba el 4 de desembre de 2020.

### Alavés
El 3 d'agost de 2024, el Deportivo Alavés, equip de la Lliga espanyola, va acordar un precontracte amb Garcés, amb efecte a partir de l'1 de gener de 2025; va signar un contracte de tres anys i mig amb el club. Garcés debutaria amb el club en un partit de lliga contra el RCD Mallorca el 2 de març.

## Carrera internacional
Elegible per jugar amb la selecció argentina o la de Malàisia, Garcés va ser convocat a la concentració d'aquesta última abans del partit amistós a porta tancada contra Cap Verd i el partit de classificació per a la Copa d'Àsia de l'AFC 2027 contra el Vietnam el juny de 2025.
Garcés va debutar internacionalment el 10 de juny de 2025 en el partit contra el Vietnam a l'Estadi Nacional de Bukit Jalil.

## Vida personal
Nascut a l'Argentina, Garcés és d'ascendència malàisia a través de la seva àvia. El 2 de juny de 2025, Garcés va obtenir oficialment la ciutadania Malàisia.

## Palmarès
Colón
- Copa de la Lliga Professional : 2021